# 上汽Kavachi发动机
Kavachi发动机（卡瓦齐发动机），一般在引擎罩上标注为TCI-Tech，由上汽集团开发，源自罗孚K系列发动机，使用于上汽旗下的荣威和MG汽车。

## 概述和研发历史
本系列发动机只有1796cc单一排量，分为自然进气和涡轮增压两个版本。
自然吸气发动机在6,000转/分时输出98 kW（131 bhp；133 PS），在4,500转/分时输出168 N·m（124 lb·ft） ，使用拉线油门；
涡轮增压发动机（代号18K4G）使用霍尼韦尔涡轮、在5,500转/分时输出118 kW（158 bhp），在2,500至4,500转/分时输出215 N·m（159 lb·ft）的扭矩，使用电控节气门（ETC8）。
在上汽收购罗孚的部分技术资产后，上汽委托英国工程公司Ricardo plc对罗孚K系列的通病进行补救以便将其装配给上汽在中国市场的车型。
Ricardo重新设计了机头、改进了水路、使用强化缸体，并提升了制造工艺和材料质量，Kavachi被视为K系列发展的巅峰之作。
截止到2015年，上市半年多的时间内使用Kavachi发动机的汽车还没有出现过缸盖垫片故障的问题报道。
此外，偶尔会有出现将Kavachi发动机称为N系列发动机的，但实际上N系列发动机是自K系列发动机在南京汽车（NAC）主导下研发改良的另一款机器。N系列装配在英国版本的新MG TF上，在中国则装配在MG3 SW和MG7上。

## 使用
- 2008–2014 荣威550/MG 550[3]
- 2008–2016 荣威750/MG 750[1]、荣威950[4]
- 2009–2017 MG 6[5]
- 2011–2015 荣威W5